# Малая Ворона (деревня)
Малая Ворона — упразднённая в 2016 году деревня в Арбажском районе Кировской области России. Входила в год упразднения в состав Шембетского сельского поселения.

## География
Находится в юго-западной части области, в зоне хвойно-широколиственных лесов, к востоку от автодороги Р176, на расстоянии примерно 13 километров по прямой на север от районного центра поселка Арбаж.

## Климат
Климат характеризуется как умеренно континентальный, с умеренно холодной снежной зимой и тёплым летом. Среднегодовая температура — 2 °C. Абсолютный минимум температуры воздуха самого холодного месяца (января) составляет −47 °C; абсолютный максимум самого тёплого месяца (июля) — 40 °C. Годовое количество атмосферных осадков — 527 мм, из которых 354 мм выпадает в период с апреля по октябрь.

## Топоним
К 1873 году известна деревня под описательным названием Над Фокинскими прудами, в 1905 починок Над Фокинскими прудами или Малая Ворона, в 1926 деревня Малая Ворона.

## История
Известна была к 1873 году.
Снят с учёта 29.02.2016.

## Население
К 1873 году учтено дворов 3 и жителей 33, в 1905 — 11 и 88, в 1926 — 16 и 99, в 1950 19 и 72. В 1989 году постоянное население уже не было учтено.
Постоянное население не было учтено как в 2002 году, так и в 2010.

## Инфраструктура
Было развито личное подсобное хозяйство.

## Транспорт
Просёлочные дороги с выездом на автодорогу Р-176 Вятка.